# Concierto para piano n.º 2 (Beethoven)

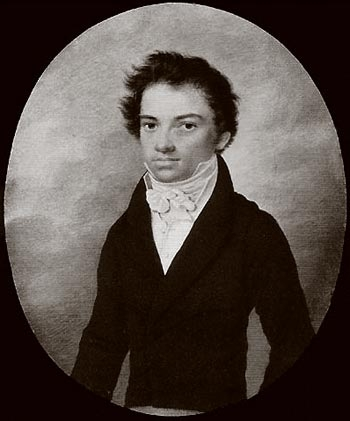
Beethoven en 1788.

El concierto para piano n.º 2 en si bemol mayor, Op. 19 fue compuesto por Ludwig van Beethoven entre 1787 y 1789, aunque no se publicó hasta 1801. La partitura está dedicada a Carl Nickl, Edler von Nickelsberg.

## Historia

### Composición
La composición de esta obra se desarrolló conforme a la siguiente cronología: los bocetos y fragmentos iniciales datan de entre 1786 y 1792. Beethoven efectuó una primera reelaboración en 1793; una revisión del nuevo final entre 1794 y 1795; otra reelaboración de nuevo a finales de 1798 para una interpretación en Praga, pero que no es el final definitivo. Por último, la parte solista fue revisada una vez más para su publicación a principios de 1801. Esta pieza sirvió a Beethoven como vehículo para el lucimiento en sus propias actuaciones como un joven virtuoso del piano, inicialmente en la Hofkapelle (Capilla de la corte) de Bonn y también después tras mudarse a Viena.
El Concierto para piano n.º 2 en si bemol mayor, aunque figura como número dos, en realidad se empezó a componer alrededor de diez años antes que el Concierto para piano n.º 1 en do mayor Op. 15. Pero el maestro alemán dedicó tanto tiempo a reelaborar el Concierto en si bemol mayor que el Concierto en do mayor le precedió en la imprenta y por eso se le asignó el n.º 1. Incluso existe un intento anterior del compositor en este género, que es un Concierto en mi bemol mayor que no se llegó a publicar (no confundir con el n.º 5).

### Estreno y publicación
El estreno se celebró el 29 de marzo de 1795 en el Hofburgtheater de Viena con el propio compositor como solista al piano haciendo su debut en público, ya que antes de eso solo había tocado en los salones privados de la corte vienesa. En Beethoven-Haus no tienen tan clara la fecha del estreno. La razón es que en la década de 1790 Beethoven ofreció numerosas interpretaciones públicas de un concierto para piano en Viena, Praga, Berlín y Presburgo; pero por desgracia no siempre se tiene la información exacta de cuál de sus dos primeros conciertos para piano tocó. Es posible que tocara una versión anterior del Op. 19 en una academia de su maestro Haydn el 19 de diciembre de 1795. La primera interpretación del concierto de la que se tiene absoluta certeza se produjo en octubre de 1798, cuando Beethoven emprendió una gira de conciertos en Praga y se llevó consigo la tercera versión del Op. 19. Durante su estancia en Praga, volvió a componerlo para dar lugar a la cuarta versión definitiva. Ésta es la que interpretó, junto con el Op. 15. En sus primeros conciertos para piano Beethoven asumía el rol de pianista virtuoso. A pesar de su sordera los interpretó todos en público excepto el Concierto para piano n.º 5, en cuyo estreno en 1811 fue solista Friedrich Schneider.
La primera publicación fue llevada a cabo por el editor Franz Anton Hoffmeister en diciembre de 1801 en Leipzig. Como ya se ha mencionado, el Concierto para piano n.º 1 fue publicado primero, aunque en realidad había sido compuesto bastante después que esta pieza.

## Instrumentación
La partitura está escrita para piano solista y una orquesta formada por:
- Viento madera: 1 flauta, 2 oboes, 2 fagotes.
- Viento metal: 2 trompas.
- Cuerda: una sección de cuerdas con violines I y II, violas, violonchelos y contrabajos.

## Estructura y análisis
El concierto consta de tres movimientos:
- I. Allegro con brio, en si bemol mayor 4
4
- II. Adagio, en mi bemol mayor 3
4
- III. Rondo. Molto allegro, en si bemol mayor 6
8

La interpretación de esta obra dura aproximadamente 28 minutos. Al igual que el Concierto para piano n.º 1, este concierto refleja la asimilación por parte de Beethoven de los estilos de Mozart y Haydn. La estructura es la típica de concierto del estilo estándar clásico en tres movimientos de tempo rápido-lento-rápido. Por otra parte, los abruptos cambios armónicos así como la sensación de drama y contraste dejan ver la personalidad única de Beethoven.

### I.Allegro con brio
El primer movimiento, Allegro con brio, está escrito en la tonalidad de si bemol mayor, en compás de 4/4 y sigue la forma sonata, en su variante para concierto que es la forma sonata de doble exposición (primero por parte de la orquesta, después por parte del solista). Beethoven respetó aquí las normas clásicas, centrándose en los dos temas principales de una doble exposición. La orquesta presenta el tema principal y el tema subordinado en su exposición. Comienza con una triunfante obertura orquestal en acorde de tónica y mantiene una actitud juguetona, mientras que emplea pasajes cromáticos para lucimiento del solista. La segunda exposición tocada por el piano está en fa mayor. Los temas principales son claramente beethovenianos en su jovial desenvoltura, si bien su elaboración está sin duda marcada por la influencia no sólo de Haydn, sino también del recientemente fallecido Mozart. Luego una sección de desarrollo que divaga dentro de la tonalidad y acaba en una larga escala de si bemol mayor. Por último, una recapitulación similar a la exposición que está en si bemol mayor.
Según la costumbre en este tipo de obras, cerca del final el compositor proporciona un momento para la cadenza que normalmente era improvisada y ofrecía una nueva oportunidad para el lucimiento pianístico. Beethoven escribió una cadenza bastante difícil, aunque lo hizo mucho más tarde que el propio concierto. Estilísticamente la cadenza es muy diferente del concierto, pero utiliza el primer tema inicial de varias maneras diferentes, modificando su carácter cada vez y mostrando las innumerables maneras en que un tema musical puede utilizarse y percibirse.

### II.Adagio
El segundo movimiento, Adagio, está en la tonalidad subdominante de mi bemol mayor y en compás de 3/4. Adopta la forma ternaria (ABA), en la que la sección inicial introduce los temas y la sección central los desarrolla. Este movimiento central, de naturaleza tranquila y serena, muestra atisbos del movimiento lento del Concierto para piano n.º 4, que se estrenará una década más tarde. Se trata de una fantasía acompañada que se asemeja a un despreocupado tema con variaciones, con un pasaje a modo de recitativo solista que llama la atención al final.

### III.Rondo. Molto allegro
El tercer y último movimiento, Rondo. Molto allegro, retoma la tonalidad inicial, el compás es 6/8 y combina las formas de sonata y rondó (ABACABA). El Finale, escrito dos veces, muestra el espíritu lúdico de Beethoven en su primera época. Hay una sensación angular constante en la propia melodía que Beethoven interpreta con cada retorno del tema recurrente del rondó. La sección central C también contrasta mucho con las demás, ya que está en una tonalidad menor y tiene un significado más enérgico y severo. Además, antes de la última aparición del tema del rondó, Beethoven introduce el piano en la tonalidad "equivocada" de sol mayor, antes de que la orquesta "descubra" la discrepancia y vuelva a la tonalidad "correcta". Esta broma musical puede verse en muchas de las composiciones posteriores de Beethoven. Quizá la sorpresa más agradable de todas se guarda para el final, una breve divagación del solista que la orquesta interrumpe de forma brusca con una tántara final.

## Recepción de la obra
El propio Beethoven, en la correspondencia mantenida en abril de 1801 con la editorial Breitkopf & Härtel para negociar la publicación de sus obras, no mostraba tener mucho aprecio ni por el Concierto para piano n.º 1 ni por el Concierto n.º 2.

«(...) Hoffmeister va a publicar uno de mis primeros concertos [Op. 19], que por supuesto no es una de mis mejores composiciones. Mollo también va a publicar un concerto [Op. 15] que fue escrito más tarde, es verdad, pero que tampoco es una de mis mejores composiciones de ese género.»

Por su parte, el pianista Peter Serkin ha señalado que el hecho de que Beethoven escribiera la cadenza del primer movimiento mucho más tarde que el concierto propiamente dicho "indica [su] propia consideración por su primer concierto".